# Easby (Richmondshire)
Easby – osada w Anglii, w hrabstwie North Yorkshire, w dystrykcie (unitary authority) North Yorkshire. Leży 64 km na północny zachód od miasta York i 338 km na północ od Londynu.